# José Montagnoli
José Ismael Montagnoli, né le 30 août 1926 à Magdalena dans la province de Buenos Aires (Argentine) et décédé le 19 avril 1994 (ou le 7 février 2000 d'après une autre source), est un footballeur argentin.
Il joue comme attaquant dans plusieurs clubs, notamment en France. Il est le père du footballeur franco-argentin Dougall José Montagnoli (es), né à Metz.

## Biographie
Montagnoli commence sa carrière professionnelle en Argentine en 1945, au CA Huracán. En 1948 il rejoint le Gimnasia de La Plata, puis en 1951 l'équipe de Palmeiras au Brésil. 
En 1951, Montagnoli part en France au FC Sochaux. Avec les Sochaliens, il inscrit un doublé en Division 1 face au club de Rennes.
Fin 1952, il rejoint le Cercle athlétique de Paris, en Division 2. À l'été 1953, il part au FC Metz, puis l'été suivant au Spal en Italie. En 1955, il semble mettre un terme à sa carrière de joueur.

## Carrière
| Club                        | Pays      | Période   | Matchs | Buts |
| --------------------------- | --------- | --------- | ------ | ---- |
| Gimnasia y Esgrima La Plata | Argentine | 1945      | 2      |      |
| Club Atlético Huracán       | Argentine | 1948      | 1      |      |
| Palmeiras                   | Brésil    | 1950-1951 | 16     | 10   |
| Sochaux                     | France    | 1951-1952 | 15     | 3    |
| CA Paris                    | France    | 1953      | 21     | 4    |
| FC Metz                     | France    | 1953-1954 | 9      | 2    |
| Spal                        | Italie    | 1954-1955 | 11     | 1    |